# Баранове (Недригайлівський район)
Баранове — колишнє село, входило до складу Сакуниської сільської ради, Недригайлівський район, Сумська область.
Станом на 1986 рік у селі проживало 20 людей.
22 грудня 2006 року село зняте з обліку.

## Географічне положення
Село лежить на відстані 2-3 кілометрів від сіл Червона Слобода й Сакуниха.
Селом протікає струмок, що пересихає, на ньому є загата.

## Населення

### Мова
Розподіл населення за рідною мовою за даними перепису 2001 року:
| Мова       | Кількість | Відсоток |
| ---------- | --------- | -------- |
| українська | 2         | 100%     |